# Enrico Benedetto
Enrico Benedetto (Torino, 1º febbraio 1956) è un giornalista e pastore protestante italiano di confessione valdese. Esperto in Teologia della Comunicazione, insegna Teologia pratica alla Facoltà valdese di teologia di Roma.

## Biografia

### Studi, esperienze professionali e ambiti di ricerca
Nel 1982 si è laureato in filosofia con una tesi su «Ermeneutica e Sensus Vitae» in Erasmo da Rotterdam. L'interesse per l'universo della comunicazione e l'attività di free-lance l'hanno condotto al giornalismo professionistico presso l'agenzia Ansa, Il Resto del Carlino e, infine, La Stampa. Inviato speciale nei paesi finnoscandinavi, dal 1990 diviene titolare della redazione di Parigi (presso Le Monde), nonché corrispondente per la Francia e i Paesi francofoni. Produttore e inviato permanente di France Culture (canale culturale di Radio France), editorialista in politica estera per Radio Monte Ceneri (Canton Ticino), collabora regolarmente con Radio3.
Nel 1998 si è iscritto all'Institut protestant de théologie di Parigi e dopo la laurea magistrale ha conseguito nel 2006 il «Diplome d'études avancés» presso la Facoltà protestante di Montpellier con una tesi sulla «teologia della benedizione». Dopo aver rassegnato le dimissioni da La Stampa nel 2001 per orientarsi verso il ministero pastorale presso l'Èglise réformée de France, Enrico Benedetto opera fra l'altro quale cappellano nel carcere parigino della Santé, responsabile Comunicazione del Servizio missionario protestante e redattore capo del mensile Mission, membro della Commissione Liturgia, infine presidente della Commissione Televisione in seno alla Federazione protestante francese.
Pastore a Clamart e Issy-les-Moulineaux (Île-de-France) dal 2004 al 2011, approfondisce, sperimentandole, le «dinamiche di crescita» nel processo ecclesiale e le implicazioni ecumeniche dello sviluppo, promuovendo la messa in opera di «reti» e iniziative trans-denominazionali su base «multi-etnica». Nel Sinodo del 2009 della Chiesa valdese è eletto professore di teologia pratica in sostituzione di Ermanno Genre, dimissionario per limiti d'età.
Tra i suoi ambiti di ricerca figurano, oltre alla «teologia della comunicazione», al Church growing Process e alle «tematiche benedizionali», gli studi su «impatto liturgico», «cultura di Chiesa e antropologia», «dinamiche della conversione»  e «posizionamento di fede nella post-modernità».